# Snow Angels
Snow Angels is een Amerikaanse dramafilm uit 2007 geregisseerd door David Gordon Green die tevens het scenario heeft geschreven. De film is gebaseerd op het gelijknamige boek van Stewart O'Nan.

## Verhaal
De ouders van Arthur zitten in een scheiding. Ook werkt hij in een Chinees restaurant. Zijn gebrek aan zelfvertrouwen stopt als het nieuwe meisje in het dorp Lila interesse in hem heeft. Ondertussen probeert Arthurs collega en oude oppas Annie haar kind alleen op te voeden na een mislukt huwelijk met Glenn. Annie begint een affaire met Nate, die getrouwd is met haar beste vriendin.

## Rolverdeling
| Acteur           | Personage        |
| ---------------- | ---------------- |
| Michael Angarano | Arthur Parkinson |
| Deborah Allen    | May Van Dorn     |
| Jeanetta Arnette | Louise Parkinson |
| Kate Beckinsale  | Annie            |
| Peter Blais      | Mr. Eisenstat    |
| Brian Downey     | Frank Marchand   |
| Griffin Dunne    | Don              |
| Olivia Thirlby   | Lily Raybern     |
| Nicky Katt       | Nate Petite      |
| Tom Noonan       | Band-leider      |
| Connor Paolo     | Warren Hardesky  |
| Sam Rockwell     | Glenn            |
| Amy Sedaris      | Barb             |

## Prijzen/Nominaties
2007
- Golden Trailer Awards - Beste Drama Poster - Genomineerd

2008
- Satellite Awards - Beste cinematografie - Genomineerd
- Sundance Film Festival Grand Jury Prize - Beste Dramafilm - Genomineerd